# Continenza di Scipione (Pittoni)
Continenza di Scipione è un dipinto realizzato indicativamente nel 1733 dal pittore italiano Giambattista Pittoni. Questo dipinto nasce come  pendant di una versione del Sacrificio di Polissena dello stesso autore, la cosiddetta Polissena di fronte alla Tomba di Achille. Fortunatamente entrambi i dipinti sono esposti assieme al Museo del Louvre di Parigi.

## Storia
L'episodio narrato risale al 211 a.C., dopo la conquista di Cartagena (Spagna) da parte dei Romani durante la seconda guerra punica: Scipione l'africano, il loro capo, aveva ricevuto dai suoi soldati una giovane prigioniera di grande bellezza; ma invece di tenerla come sua forzata amante, la restituì a suo padre e al suo fidanzato.
Ci sono almeno quattro versioni di questo soggetto e questo è il più antico.

## Descrizione
Seduto da un alto trono, Scipione mostra la sua clemenza al giovane Allazio in ginocchio. Sul lato, la giovane ragazza assiste alla scena e dà la mano a un vecchio; tutto intorno, persone e soldati e sul terreno, diversi preziosi vasi in segno di vittoria.
I personaggi sono ben distanziati, la luce non ha il carattere drammatico del secolo precedente, i colori sono chiari e i motivi trattati in uno spirito naturalistico.(Museo del Louvre, Constance Lavagne d'Ortigue)
Questo dipinto illustra un episodio di storia antica ma con lo spirito del diciottesimo secolo.
Formatosi come disegnatore, Pittoni porta alle sue composizioni una vera costruzione, attribuendo una grande importanza al chiaroscuro in uno scenario molto costruito. I suoi piani sono chiari, i suoi personaggi, sempre molto eleganti, si muovono secondo delicatissimi arabeschi. Le prospettive sono costruite come i giochi, il che conferisce loro una certa irrealtà. Per quanto riguarda il colore, i toni sono quasi sempre molto vivaci, al limite dell'acidità. (Constance Lavagne d'Ortigue, Museo del Louvre)